# Hendrick de Keyser
Hendrick de Keyser -també conegut com a Hendrik De Keyser, Hendrick de Keyserr o Hendrick Cornelisz- (1565-1621) fou un escultor neerlandès excel·lent i un dels principals arquitectes de l'època al seu país.

## Biografia
Nascut a Utrecht i fill d'un fuster, Hendrick de Keyser fou aprenent del pintor i gravador Cornelis Bloemaert. Quan Bloemaert es va traslladar a Amsterdam el 1591, de Keyser el va seguir i la seua carrera es va desenvolupar en gran part en aquesta ciutat, on va ésser nomenat escultor i arquitecte municipal el 1594. Els seus edificis més importants són la Zuiderkerk (Església del Sud, 1606-1614), la primera gran església protestant dels Països Baixos, i la Westerkerk (Església de l'Oest, 1620-1638), que trencà amb la tradició manierista i anticipà el classicisme de Jacob van Campen. Les magnífiques torres d'aquestes dues esglésies encara es troben entre els principals trets distintius d'Amsterdam.
Com a escultor, De Keyser va destacar sobretot com a retratista amb un estil d'un realisme sobri (Home desconegut, Amsterdam, Rijksmuseum, 1608), però la seua obra més coneguda és la tomba de Guillem I d'Orange-Nassau (començada el 1614) a l'Església nova de Delft.
Tres dels seus vuit fills (Pieter, Willem i Hendrick II) també esdevingueren escultors.
Va morir el 1621 sense acabar alguns dels seus projectes, els quals foren enllestits pel seu fill Pieter de Keyser.

## Llegat
Hendrick de Keyser fou un dels arquitectes més importants del manierisme a la regió d'Holanda i el seu estil és sovint conegut com a Renaixentista Amsterdamès.

## Galeria

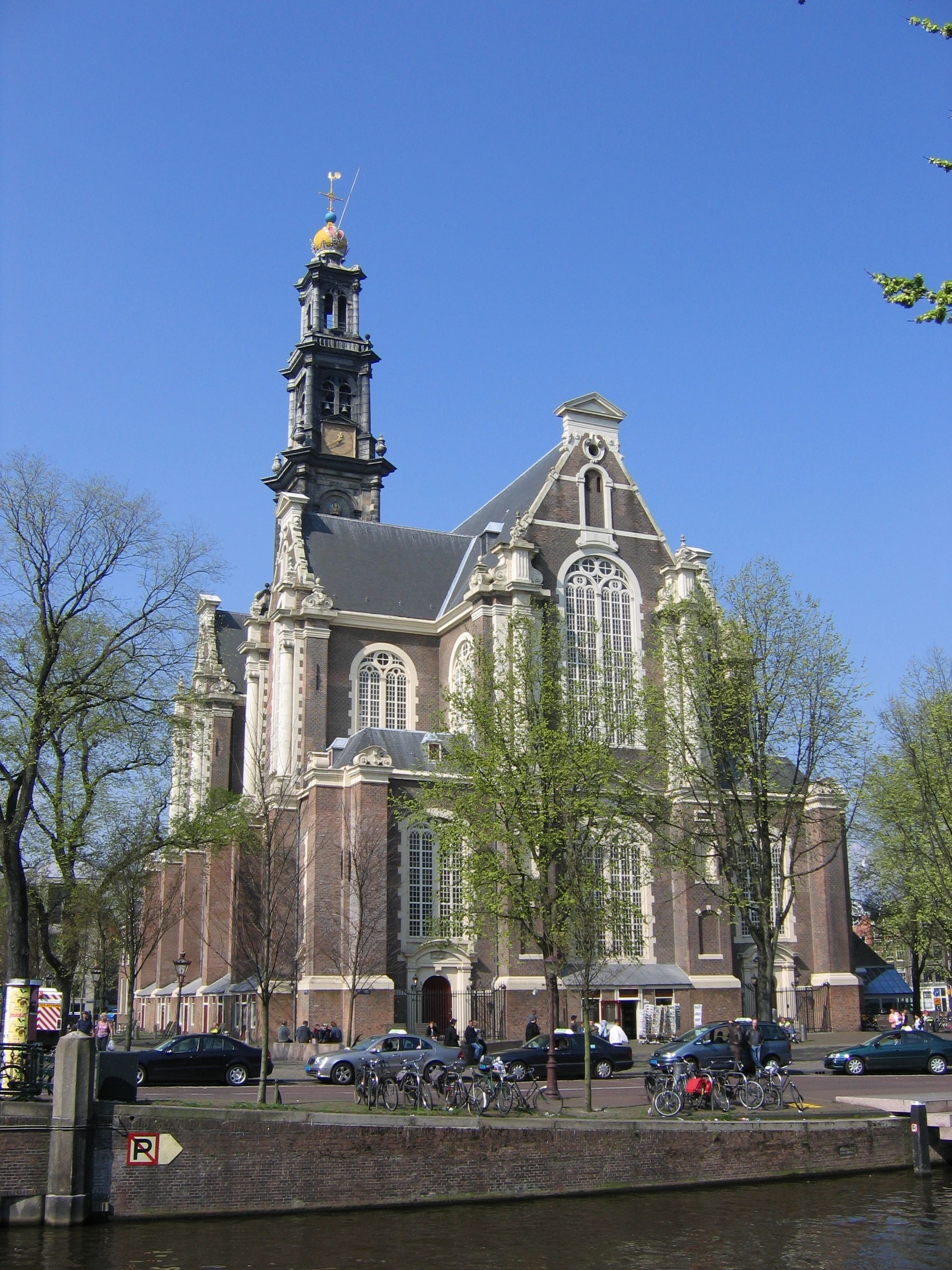
Westerkerk
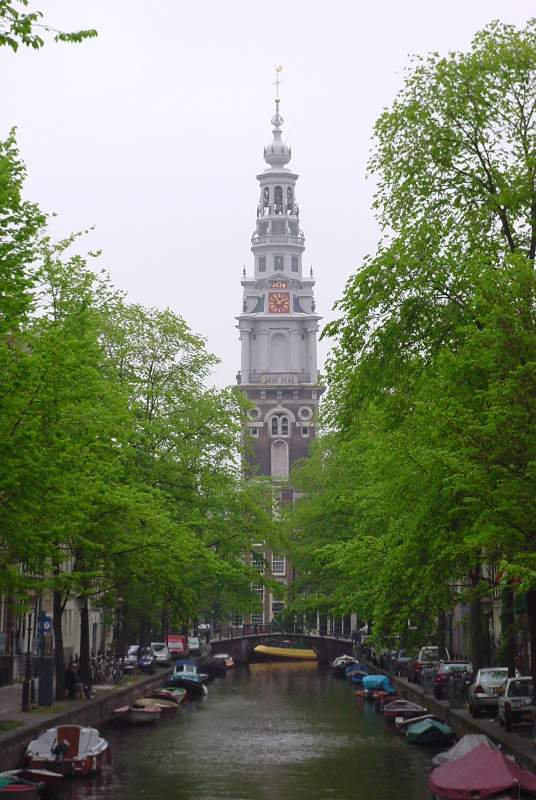
Zuiderkerk
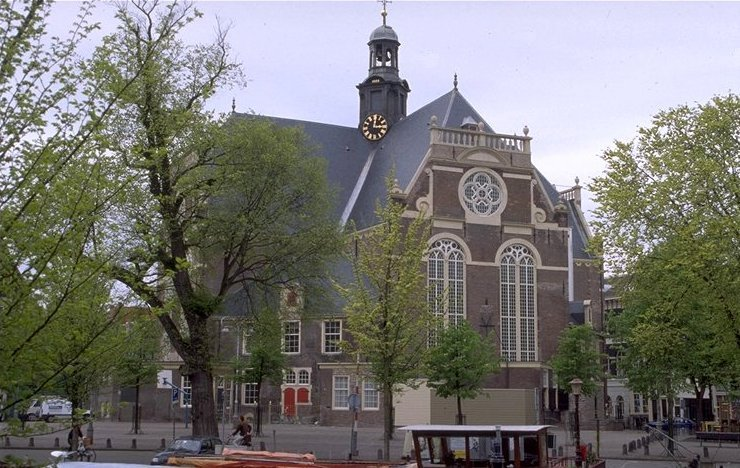
Noorderkerk
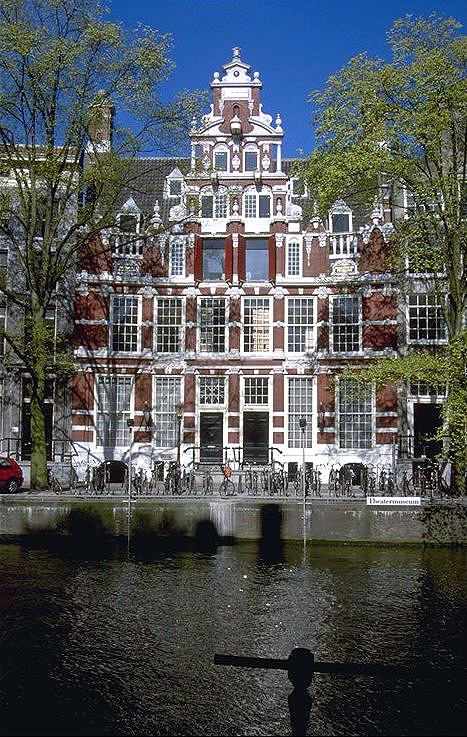
Casa Bartolotti
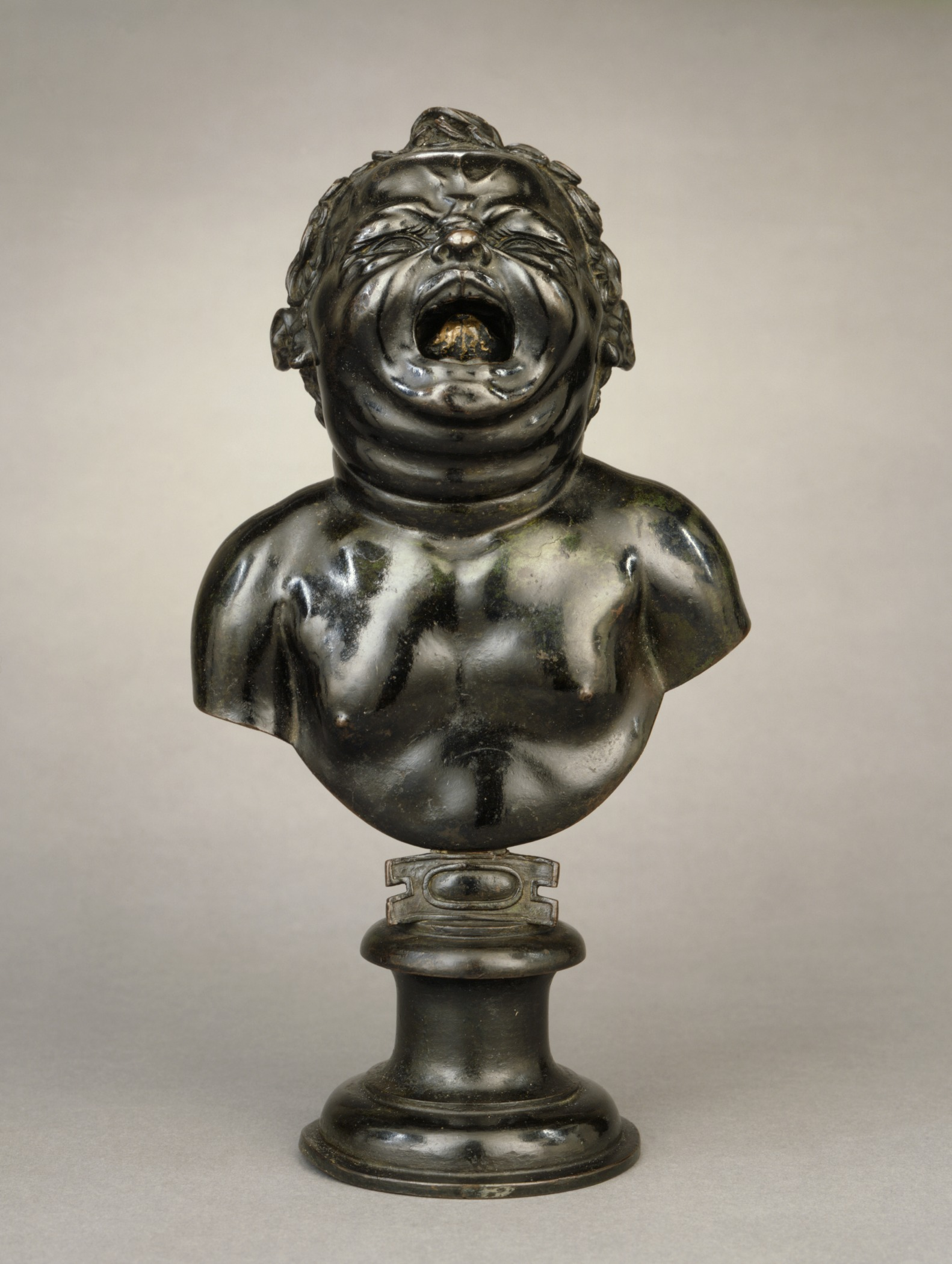
Bust d'un nen que plora (cap al 1615)
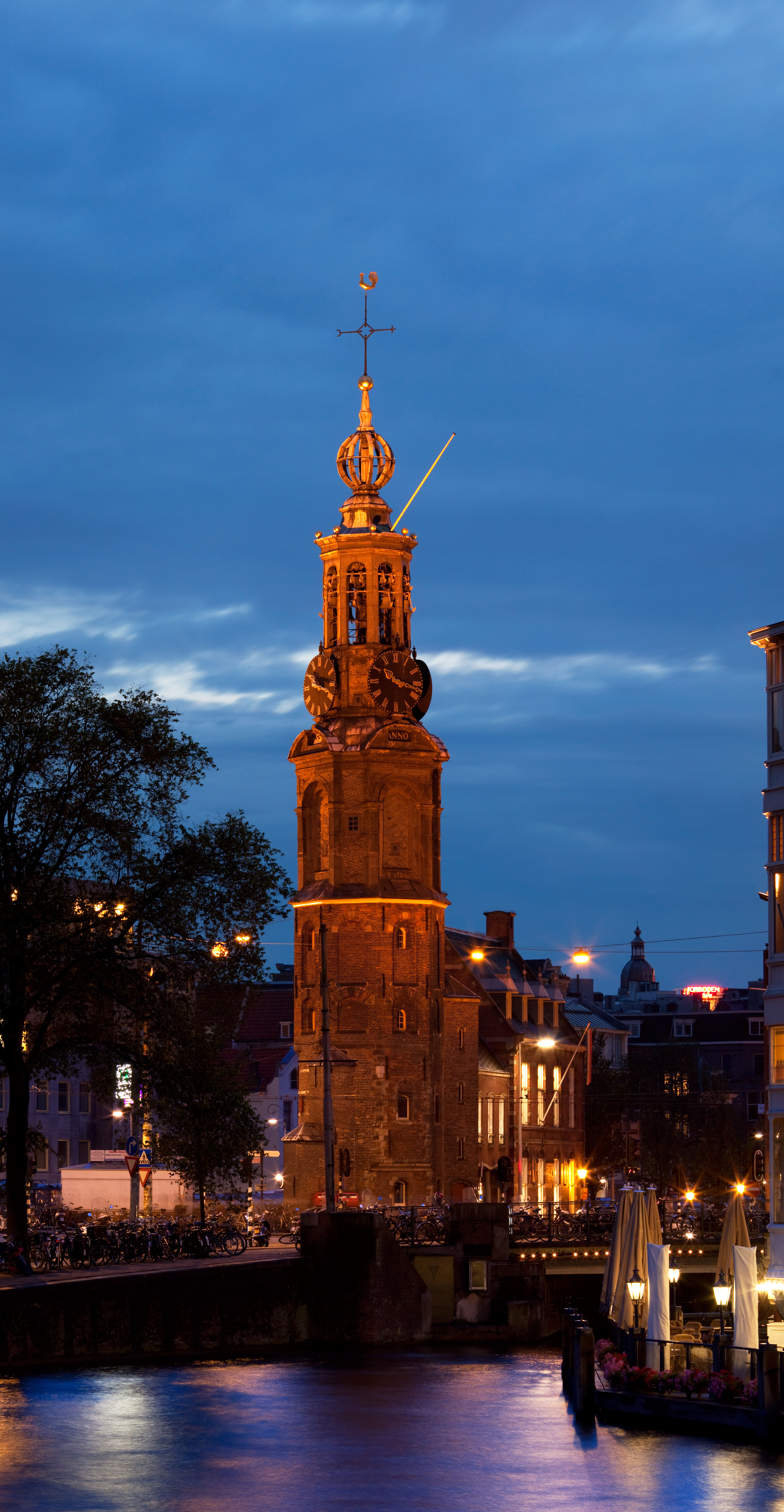
Munttoren
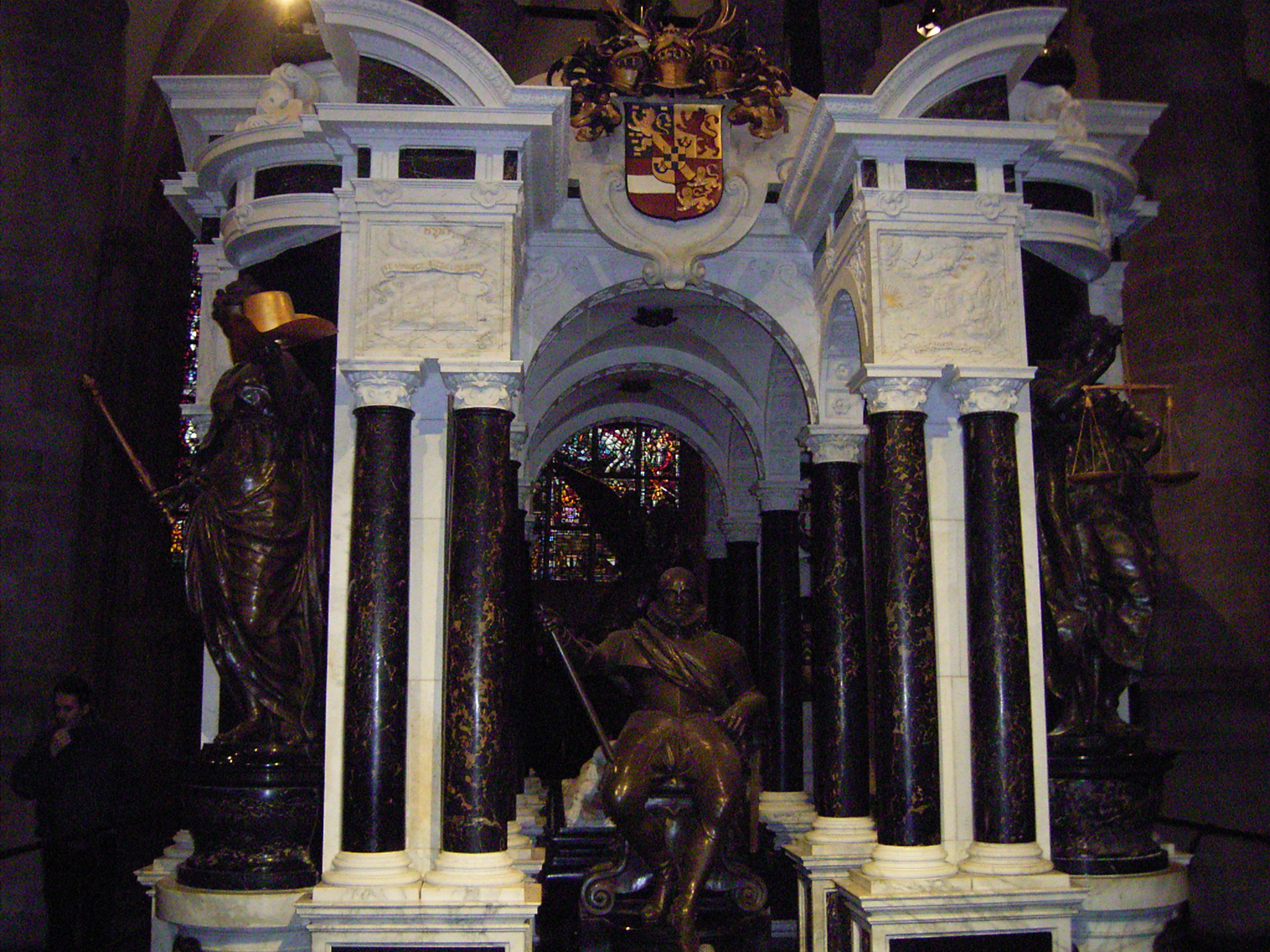
Mausoleu de Guillem I d'Orange-Nassau (Nieuwe Kerk, Delft) iniciat per Hendrick de Keyser i completat pel seu fill Pieter a la mort d'aquell
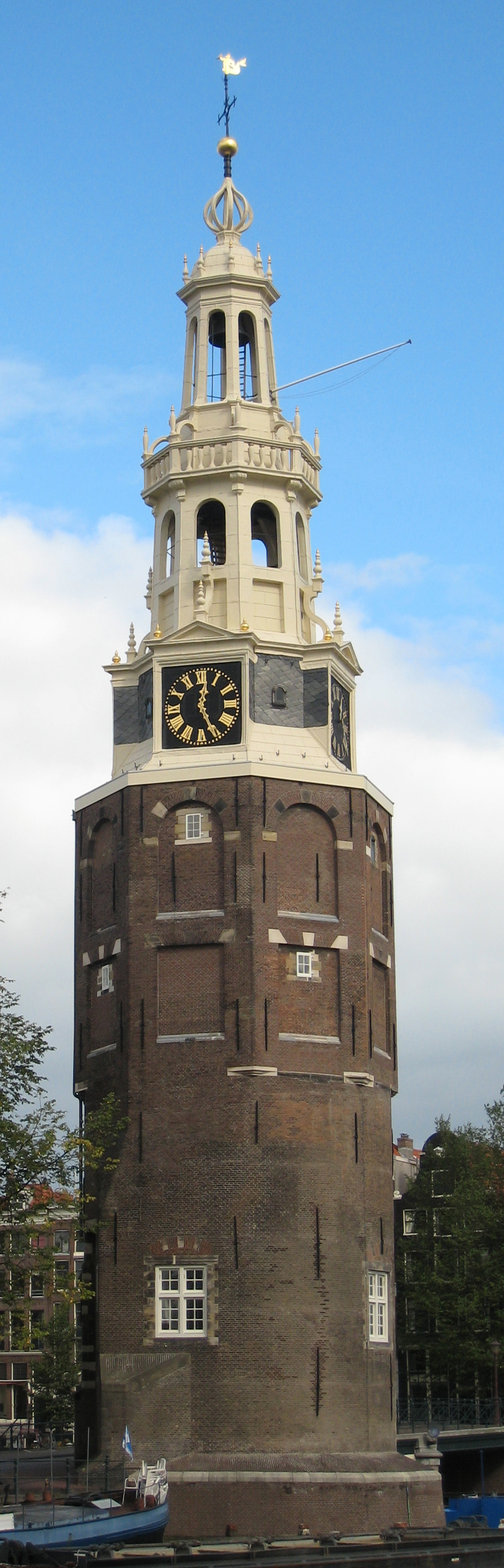
Montelbaanstoren
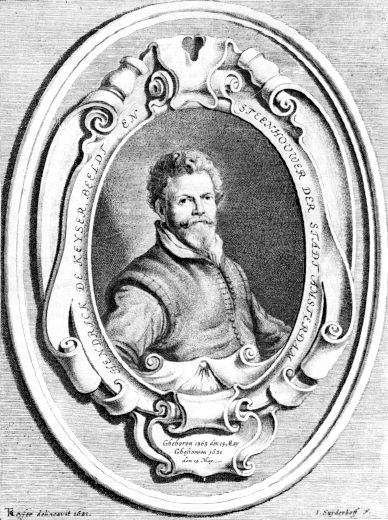
Retrat de Hendrik de Keyser (1565-1621) segons Thomas de Keyser (entre 1621 i 1624)
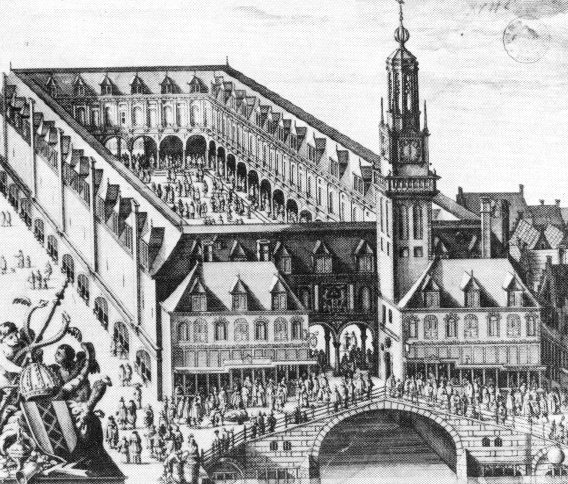
Edifici de la Borsa d'Amsterdam
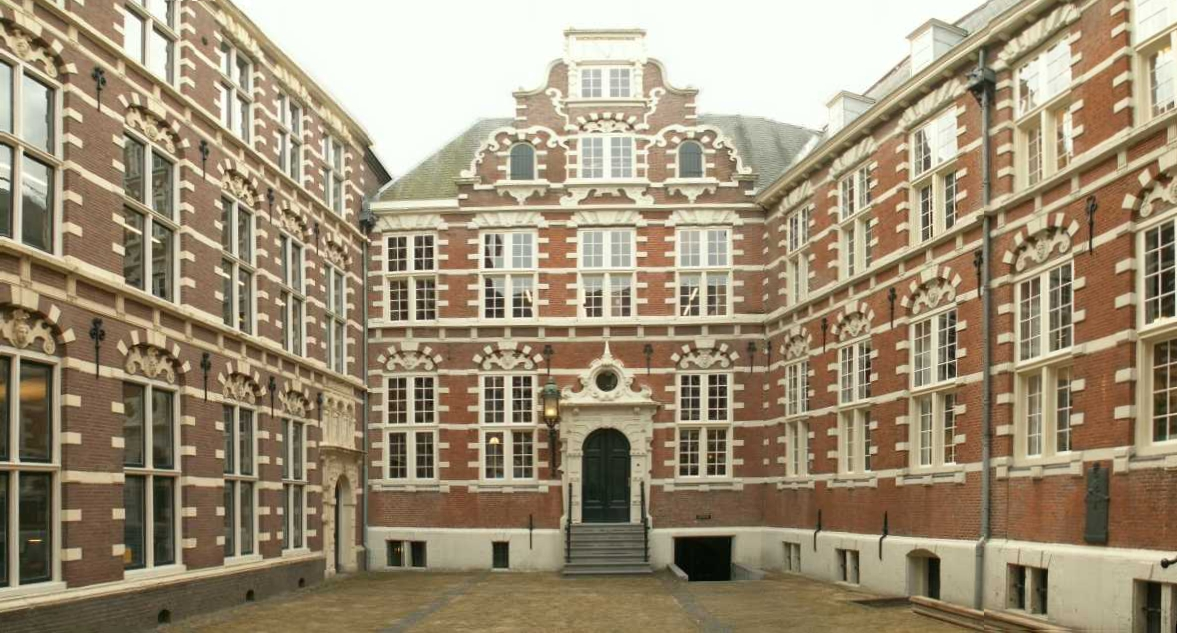
Edifici de la Companyia Neerlandesa de les Índies Orientals
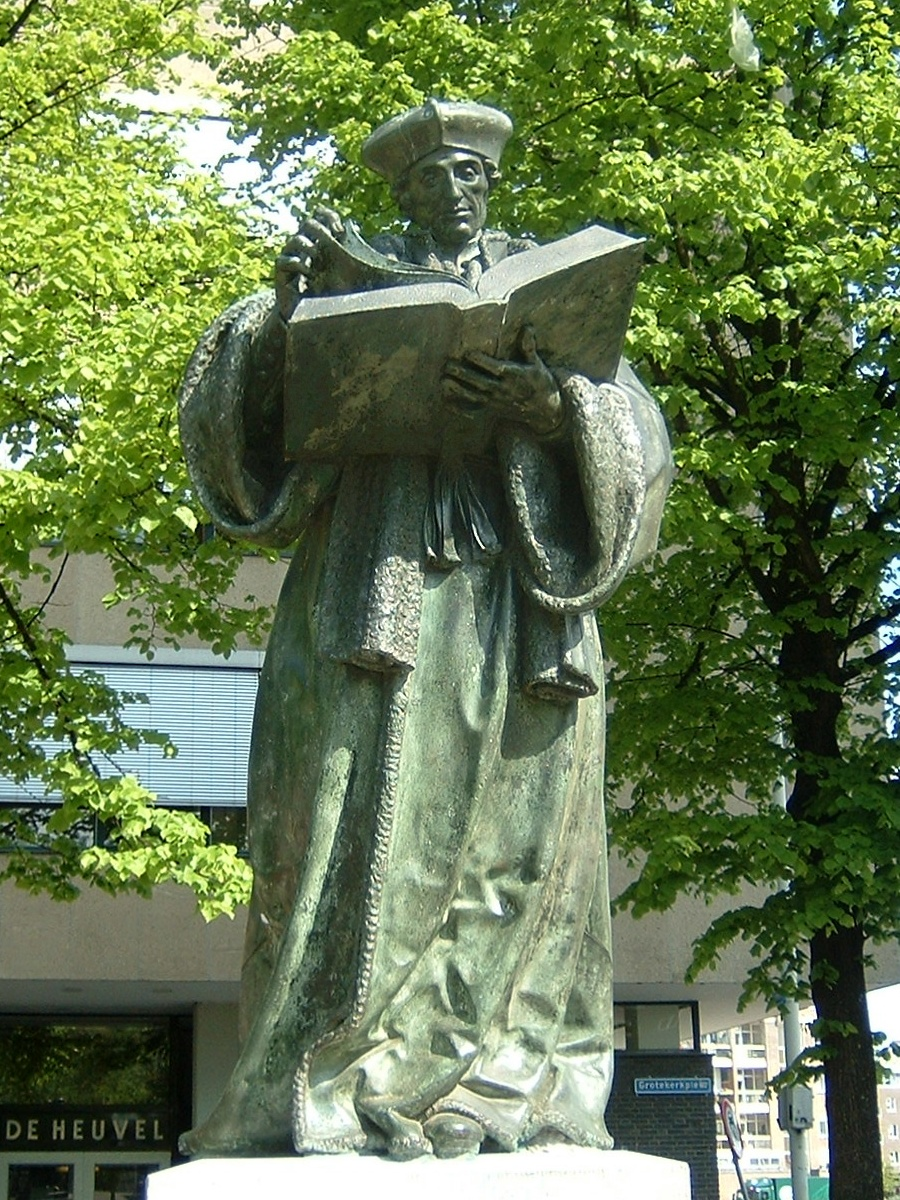
Estàtua de bronze d'Erasme de Rotterdam a Rotterdam